# Oskórek

Schemat budowy wewnętrznej dwóch metamerów skąposzczeta.
(4) – oskórek
Oznaczenia wszystkich liczb:
1 – światło jelita,
2 – tyflosolis,
3 – szczecinki,
4 – oskórek,
5 – naczynia krwionośne,
6 – nabłonek,
7 – mięśnie okrężne,
8 – przegroda międzysegmentowa,
9 – kanalik zakończony otworem wydalniczym,
10 – metanefrydium,
11 – segmentalny zwój nerwowy.

Oskórek, kutykula, kutikula (łac. cuticula) – wytwór nabłonka pokrywający ciało wielu bezkręgowców (m.in. nicieni, pierścienic, stawonogów) oraz osłonic. Niekiedy wyściela także ich ektodermalne narządy wewnętrzne. Chroni ciało przed urazami, utratą wody oraz drobnoustrojami. Jego budowa różni się pomiędzy poszczególnymi grupami zwierząt. U nicieni i pierścienic w jego skład wchodzą głównie elastyczne białka. U stawonogów natomiast jest on zbudowany w dużej części z chityny (połączonej z węglanem wapnia oraz fosforanem wapnia), stanowiąc sztywny zewnętrzny szkielet.
W większości przypadków oskórek jest co jakiś czas zrzucany i tworzy się nowy – zjawisko to nosi nazwę linienia. Do momentu stwardnienia nowego oskórka organizm rośnie. Wyjątek stanowią wieloszczety tworzące tzw. domki, które nie przylegają ściśle do ciała, przez co nie krępują wzrostu.